# 40-й отдельный артиллерийский дивизион особой мощности
40-й отдельный артиллерийский ордена Александра Невского дивизион особой мощности резерва Главного Командования — воинская часть Вооружённых сил СССР во время Великой Отечественной войны.

## История
Сформирован 5 декабря 1939 года в Коломне. На вооружении дивизиона находились 4 280-миллиметровых мортиры Бр-5 . 11 декабря 1939 года направлен под Ленинград C 15 января 1940 года принимал участие в Зимней войне, в ходе которой израсходовал 414 снарядов. Участвовал во взятии Выборга 
В составе действующей армии в Великой Отечественной войне с 7 июля 1941 по 25 июля 1941 и с 15 мая 1944 по 9 мая 1945 года.
На 22 июня 1941 года дивизион дислоцировался в Коломне, 1 июля 1941 года он был погружен в эшелон и переброшен на Западный фронт, под Красный Смоленской области, куда прибыл 7 июля 1941 года. Об участии в боях в районе Смоленска неизвестно. В том районе дивизион попал в окружение, вышел из него через Гжатск, затем перебазировался в Подмосковье.  В октябре 1941 года дивизион был выведен в тыл и расквартирован в селе Сигаево Сарапульского района (Удмуртская АССР) , где находился до мая 1944 года.
5 мая 1944 года дивизион был погружен в эшелоны и направлен на Ленинградский фронт. 15 мая 1944 года разгрузился на станции Песочная, затем вновь, как и в 1939 году прорывал Линию Маннергейма в ходе Выборгской операции и вновь принял участие во взятии Выборга.
В декабре 1944 года переведён на Украинский фронт. Действовал в ходе Сандомирско-Силезской операции, поддерживая войска 13-й армии, наступавшей с Сандомирского плацдарма. С февраля 1945 года и до конца войны находится на осаде Бреслау. За овладение городом-крепостью Бреслау дивизион 4 июня 1945 года был награждён орденом Александра Невского.

## Подчинение
| Дата                         | Фронт (округ)             | Армия      | Корпус (группа) | Примечания |
| ---------------------------- | ------------------------- | ---------- | --------------- | ---------- |
| 22.06.1941 года              | Московский военный округ  | -          | -               | -          |
| 01.07.1941 года              | Резерв Ставки ВГК         | -          | -               | -          |
| 10.07.1941 года              | Западный фронт            | -          | -               | -          |
| 01.08.1941 года              | Московский военный округ  | -          | -               | -          |
| 01.09.1941 года              | Московский военный округ  | -          | -               | -          |
| 01.10.1941 года              | Московский военный округ  | -          | -               | -          |
| 01.11.1941 — 01.05.1944 года | Уральский военный округ   | -          | -               | -          |
| 01.06.1944 года              | Ленинградский фронт       | -          | -               | -          |
| 01.07.1944 года              | Ленинградский фронт       | 21-я армия | -               | -          |
| 01.08.1944 года              | Ленинградский фронт       | 21-я армия | -               | -          |
| 01.09.1944 года              | Ленинградский фронт       | 21-я армия | -               | -          |
| 01.10.1944 года              | Ленинградский фронт       | 23-я армия | -               | -          |
| 01.11.1944 года              | Ленинградский фронт       | -          | -               | -          |
| 01.12.1944 года              | Ленинградский фронт       | -          | -               | -          |
| 01.01.1945 года              | 1-й Украинский фронт      | -          | -               | -          |
| 01.02.1945 года              | 1-й Украинский фронт      | 13-я армия | -               | -          |
| 01.03.1945 года              | 1-й Украинский фронт      | -          | -               | -          |
| 01.04.1945 года              | 1-й Украинский фронт      | 6-я армия  | -               | -          |
| 01.05.1945 года              | 1-й Украинский фронт      | 6-я армия  | -               | -          |
| 01.08.1945 года              | Приморская группа войск   | 5-я армия  | -               | -          |
| 09.08.1945 года              | 1-й Дальневосточный фронт | 5-я армия  | -               | -          |
| 03.09.1945 года              | 1-й Дальневосточный фронт | -          | -               | -          |

## Командиры
- Холык Владимир Антонович

## Награды и наименования
| Награда (наименование)    | Дата      | За что получена                        |
| ------------------------- | --------- | -------------------------------------- |
| Орден Александра Невского | 4.06.1945 | За овладение городом-крепостью Бреслау |

## Известные люди в составе дивизиона
- Мильграм, Леонид Исидорович, в годы войны артиллерийский разведчик, впоследствии Народный учитель СССР.